# Paznehtník dlouholistý
Paznehtník dlouholistý (Acanthus hungaricus) je bylina z čeledi paznehtníkovité (Acanthaceae) řádu hluchavkotvaré (Lamiales). V ČR se tento druh nevyskytuje, je však pěstován jako vysoká trvalka.

## Synonyma

### Vědecké názvy
Pro bylinu je používáno více rozdílných názvů, například Acanthus balcanicus Heywood & I.Richardson, Acanthus hungaricus (Borbás) Baenitz, Acanthus longifolius Host.

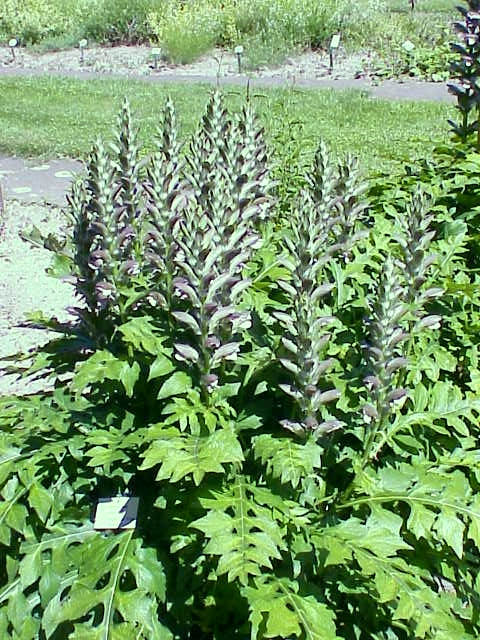
Habitus rostliny

## Zeměpisné rozšíření
Pochází z Balkánského poloostrova s rozšířením až do Dalmácie.

### Výskyt v Evropě
V Evropě jde o méně často pěstovanou bylinu, která patří k nejvyšším trvalkám pro záhony.

## Popis
Byliny s výškou 80-100 cm, ale je popsána i výška 1,5 m. Kvete od června do srpna květenstvím s bílými až narůžovělými dvoupyskými květy. Listy jsou zelené, vstřícné, hluboce vykrajované až řezané. Plod je tobolka.

## Význam
Trvalka, ozdobná především květem. Listy jsou atraktivní po celé vegetační období. Hodí se k řezu a jsou považovány za krásné v suchých vazbách. Je používána ve farmakologii, jako tonikum a stimulant.

## Pěstování
Snadno se pěstuje, snese širokou škálu půd s výjimkou špatně propustných. Vyžaduje zimní kryt. Preferuje hlubší těžkou až středně těžkou a teplou, přiměřeně vlhkou (jindy popisováno suchou) ale propustnou půdu. Vyhovuje mu v mírném podnebí nejlépe slunečná poloha, ale na vhodné lokalitě dobře snese i polostín. Je popisováno, že preferuje odpolední zastínění v horkém letním dni v teplém klimatu. Vhodné je přihnojovat kompostem.

## Rozmnožování
Množí se dělením trsů, nebo snadno semeny. Je popsáno množení kořenovými řízky na jaře.